# Patrizia Giugno
Patrizia Giugno (Brescia, 19 febbraio 1957 – Brescia, 25 marzo 1978) è stata una showgirl, cantante e valletta italiana.

## Biografia
Venne scoperta da Corrado, che la volle con sé nella trasmissione di piazza Rally canoro. Le fece poi fare un provino per la Rai, il che le permise di debuttare su Rai 1 (allora Rete 1) il 2 ottobre 1977 nella seconda edizione (la prima a colori) del programma Domenica in, come valletta di Corrado stesso. Sostituì la valletta della prima edizione, la romagnola Dora Moroni, impegnata come cantante in una tournée con il suo gruppo e che sarebbe rientrata nelle ultime 13 puntate del programma, poco prima del drammatico incidente d'auto nel quale rimase gravemente ferita 4 mesi dopo la morte di Patrizia. La Giugno interpretò la sigla della trasmissione, In ascensore, che venne anche pubblicata in 45 giri.
In seguito venne sostituita da Isabella Goldmann, e cominciò a ricevere diverse proposte nell'ambiente dello spettacolo: sembrava la nascita di una promettente carriera ma poco più avanti, il 19 marzo 1978, durante un'esibizione come cantante in un teatro, svenne dopo avere iniziato l'esecuzione del brano Guarda che luna di Fred Buscaglione, accasciandosi a terra senza più riprendere i sensi. Trasportata d'urgenza in ospedale, le venne diagnosticata una grave trombosi alla carotide, che non le lasciò scampo, uccidendola a soli 21 anni il 25 marzo.

## Discografia

### 45 giri
- 1977 – In ascensore/Tutto sommato (Aris, AN 445)